# Anișoara Cușmir-Stanciu
Anișoara Cușmir-Stanciu, romunska atletinja, * 28. junij 1962, Brăila, Romunija.
Nastopila je na poletnih olimpijskih igrah leta 1984, kjer je dosegla uspeh kariere z osvojitvijo naslova olimpijske prvakinje v skoku v daljino. V isti disciplini je osvojila srebrni medalji na svetovnem prvenstvu leta 1983 in evropskem prvenstvu leta 1982. Štirikrat je postavila nov svetovni rekord v skoku v daljino, zadnjič s 7,43 m, rekord je držala dve leti in pol.  